# Ahasverus humeralis
Ahasverus humeralis es una especie de coleóptero de la familia Silvanidae.

## Distribución geográfica
Habita en las Islas Vírgenes.